# 이정록 (시인)
이정록(李楨錄, 1964년 음력 7월 29일 ~ )은 대한민국의 시인이다. 충청남도 홍성에서 태어나 공주사범대학 한문교육과를 졸업했다.

## 약력
1989년 대전일보 신춘문예에 시 〈농부일기〉가, 1993년 동아일보 신춘문예에 시 〈혈거시대(穴居時代)〉 가 당선되어 등단했다. 2001년 제20회〈김수영문학상〉, 2002년 제13회 〈김달진문학상〉, 2013년 제8회 〈윤동주문학대상〉, 2017년 제5회 〈박재삼문학상〉, 2021년 제28회 〈한성기문학상〉을 수상했다. 현재, (문화in) 만해문예학교장이다.

## 저서
- 《벌레의 집은 아늑하다》(문학동네, 1994) ISBN 89-85712-20-9
- 《풋사과의 주름살》(문학과지성사, 1996) ISBN 8932008671
- 《버드나무 껍질에 세들고 싶다》(문학과지성사, 1999) ISBN 8932010706
- 《제비꽃 여인숙》(민음사, 2001) ISBN 9788937406980
- 《의자》(문학과지성사, 2006) ISBN 8932016763
- 《정말》(창비, 2010) ISBN 9788936423131
- 《가슴이 시리다》(지식을만드는지식, 2012) ISBN 9788964065648
- 《시인의 서랍》(한겨레출판, 2020 개정판) ISBN 9791160404241
- 《어머니학교》(열림원, 2012) ISBN 9788970637587
- 《아버지학교》(열림원, 2013) ISBN 9788970637709
- 《저 많이 컸죠》(창비, 2013) ISBN 9788936446352
- 《미술왕》(한겨레아이들, 2014) ISBN 9788984318502
- 《똥방패》(창비, 2015) ISBN 9788936454869
- 《대단한 단추들》(한겨레아이들, 2015) ISBN 9788984319325
- 《지구의 맛》(한겨레아이들, 2016) ISBN 9788984319714
- 《눈에 넣어도 아프지 않은 것들의 목록》(창비, 2016) ISBN 9788936424046
- 《까짓것》(창비, 2017) ISBN 9791186367582
- 《달팽이 학교》(바우솔, 2017) ISBN 9788983897114
- 《동심언어사전》(문학동네, 2018) ISBN 9788954650281
- 《시가 안 써지면 나는 시내버스를 탄다》(한겨레출판, 2018) ISBN 9791160402094
- 《황소바람》(바우솔, 2019) ISBN 9788983897824
- 《나무 고아원》(동심, 2019) ISBN 9791158877613
- 《아직 오지 않은 나에게》(사계절, 2020) ISBN 9791160946925
- 《아니야!》(문학동네, 2021) ISBN 9788954677271
- 《어서 오세요 만리장성입니다》(킨더랜드, 2021) ISBN 9788956189826
- 《아들과 아버지》(단비어린이, 2021) ISBN 9788963012483

## 평가
문태준은 이정록의 시에서 곰살가운 살내가 풍긴다면서, 시를 읽고 있으면 마치 옷을 벗고 대중목욕탕에 함께 들어앉아 있는 기분이 든다고 평했다.